# Assedio di Gaeta (1734)
L'assedio di Gaeta fu un evento della conquista borbonica delle Due Sicilie, durante la guerra di successione polacca. Gli austriaci fermati a Gaeta resistettero per ben quattro mesi alle truppe di Carlo di Borbone, ma furono sconfitti il 6 agosto 1734.
Alla battaglia partecipò come osservatore anche Carlo Edoardo Stuart, figlio del pretendente giacobita al trono britannico Giacomo Francesco Edoardo Stuart. Carlo di Borbone ne appoggiò pubblicamente le rivendicazioni, e, così facendo, offese re Giorgio II, provocando un incidente diplomatico con la neutrale Gran Bretagna. Il primo ministro britannico Robert Walpole, grande sostenitore della neutralità, successivamente scrisse che il filo-austriaco Giorgio II avrebbe potuto usare questo episodio come pretesto per entrare in guerra al fianco dell'Austria, ma che ciò fu evitato grazie alle pronte scuse spagnole.